# 埃尔布里奇
埃尔布里奇（英語：Elbridge）是美国纽约州奥农多加县的一个镇，位于雪城西部，并地处奥农多加县的最西部。2010年美国人口普查时，该镇有5922人。其名称是以美国副总统埃尔布里奇·格里的名字命名的。